# 아라 (후토스)
아라는 후토스에 등장하는 호랑이이며, 여자다. 색상펜을 가지고 있다. 성우는 김지선이다.

## 대표 멘트
"아라는 다 알아." 등